# Helen Oyeyemi
Helen Oyeyemi tên đầy đủ là Helen Olajumoke Oyeyemi sinh ngày 10.12.1984 là nhà văn Anh.

## Cuộc đời và sự nghiệp
Cô sinh tại Nigeria, di cư sang Anh lúc lên 4 tuổi và lớn lên ở London. Cô viết quyển tiểu thuyết đầu tay "The Icarus Girl" khi còn học để thi bằng A levels (tương đương tú tài) ở "Trường Cardinal Vaughan Memorial".
Oyeyemi học ngành khoa học chính trị và Xã hội học tại Corpus Christi College thuộc Đại học Cambridge, tốt nghiệp năm 2006.
Khi còn học ở Cambridge, cô đã viết 2 vở kịch "Juniper's Whitening" và "Victimese", được các sinh viên của trường trình diễn và được giới phê bình nghệ thuật hoan nghênh, sau đó được nhà xuất bản Methuen Publishing xuất bản.
Năm 2007 nhà xuất bản Bloomsbury Publishing đã xuất bản quyển tiểu thuyết thứ hai của cô mang tên "The Opposite House" lấy ý từ thần thoại của văn hóa Cuba.
Năm 2009 Oyeyemi được công nhận là một trong các phụ nữ trên danh sách "25 under 25" của tạp chí Venus Zine.
Quyển tiểu thuyết thứ ba của cô, "White is for Witching", được mô tả là có "các nguồn gốc ở Henry James và Edgar Allan Poe", được nhà xuất bản Picador xuất bản trong tháng 5 năm 2009. Quyển này được vào chung kết Giải Shirley Jackson năm 2009 và đoạt Giải Somerset Maugham năm 2010.
Quyển tiểu thuyết thứ tư của cô, "Mr Fox", được nhà xuất bản Picador xuất bản trong tháng 6 năm 2011.
Oyeyemi là người Công giáo. Cô đã tình nguyện làm việc cho cơ quan "Catholic Agency For Overseas Development" ở Kenya.

## Giải thưởng
- Giải Somerset Maugham năm 2010

## Tác phẩm
- The Icarus Girl (tiểu thuyết)
- The Opposite House (tiểu thuyết)
- White is for Witching (tiểu thuyết)
- Mr Fox (tiểu thuyết)
- Boy, Snow, Bird (tiểu thuyết)
- Gingerbread (tiểu thuyết)
- Juniper's Whitening (kịch)
- Victimese (kịch)